# Bringing Up Bobby
Pour plus de détails, voir Fiche technique et Distribution.
Bringing Up Bobby est un film dramatique réalisé par l'actrice hollandaise Famke Janssen mettant en vedette l'actrice Milla Jovovich et sorti en 2011.

## Synopsis
Olive s’installe dans l’Oklahoma avec Bobby, son fils de dix ans, afin de fuir sa vie d’avant et construire un avenir meilleur. Tous deux s’épanouissent dans cette nouvelle région jusqu’à ce qu’Olive soit rattrapée par son passé criminel. Elle doit alors choisir entre continuer à vivre de petits larcins ou quitter la personne qu’elle aime le plus au monde et lui offrir ainsi la possibilité d’une vie normale.

## Fiche Technique
- Titre : Bringing Up Bobby
- Réalisation : Famke Janssen
- Scénario : Famke Janssen
- Genre : Drame
- Pays de production :  États-Unis
- Musique : Junkie XL
- Producteur : Famke Janssen
- Budget : 15 000 000 $
- Format : Son : Dolby Digital DTS
Projection : 2.35 : 1 Cinémascope
Production : 35mm
- Langue : anglais
- Dates de sortie : 
  - France : 5 septembre 2005 au festival du film américain de Deauville
  - Canada : 16 septembre 2005 à l'Atlantic Film Festival.

## Distribution
- Milla Jovovich : Olive
- Bill Pullman : Kent
- Marcia Cross : Mary
- Rory Cochrane : Walt
- Spencer List : Bobby
- Ray Prewitt : Chuck Lee Buck
- Justin Hall : Jamie

## Autour du Film
- Le film a été tourné en 20 jours dans l'Oklahoma.
- Le film a été inspiré par la propre perception de Janssen en tant qu'européenne venue vivre aux États-Unis.
- La préparation a commencé en été 2010 et le tournage en été 2011.
- Le titre du film est un jeu de mots faisant référence au célèbre Bringing Up Baby (L'Impossible Monsieur Bébé)